# Élie Dru
Pour les articles homonymes, voir Dru.
Élie Dru était un marchand-brasseur de Parthenay. Il préconise une nouvelle méthode de vinification et critique la méthode de E. Gervais. 

## Publications
- Mémoire sur le perfectionnement de la vinification, présenté au concours ouvert par la Société d'Agriculture du Gers, et auquel elle a accordé le prix dans sa séance du 30 décembre 1810... rectifié et augmenté dans quelques-unes de ses parties, d'après des expériences et des observations nouvelles. Paris, Huzard, 1823.